# Káher F–313
A Káher F–313 (magyarul Győztes) egy feltételezett, fejlesztés alatt álló ötödik generációs, többcélú, elsődlegesen harcászati elfogó-vadász és vadászbombázó feladatkörre kifejlesztett merevszárnyú, lopakodó képességgel rendelkező iráni repülőgép, amely képes rövid felszállópályával kiépített repülőterekről is üzemelni. Elsődlegesen védelmi célra tervezték.
Repüléstechnikai szakértők szerint a repülőgép képtelen a repülésre, mindössze egy makett.

## Fordítás
- Ez a szócikk részben vagy egészben a Qaher-313 című angol Wikipédia-szócikk fordításán alapul.  Az eredeti cikk szerkesztőit annak laptörténete sorolja fel. Ez a jelzés csupán a megfogalmazás eredetét és a szerzői jogokat jelzi, nem szolgál a cikkben szereplő információk forrásmegjelöléseként.